# چینگهای
چینگ‌های یا کینگ‌های یکی از استان‌های کشور چین است. این استان در مرکز این کشور قرار گرفته‌است و مرکز آن شهر شی نینگ است. جمعیت آن بالغ بر پنج میلیون نفر است.